# Campo de detenção de Sde Teiman
Sde Teiman (em hebraico: שדה תימן) é uma base militar israelense localizada no Deserto do Neguev, perto da fronteira com a Faixa de Gaza. Durante a Guerra de Gaza, seu uso como campo de detenção [en] dobrou e ganhou atenção internacional devido a violações sistemáticas dos direitos humanos contra seus detentos palestinos [en] provenientes da Faixa de Gaza.
Vários detentos palestinos libertados testemunharam que eles e outros, incluindo crianças, foram submetidos a estupro, estupro coletivo, outras formas de violência sexual, além de tortura psicológica e tortura física por soldados e equipes médicas israelenses, tanto homens quanto mulheres. Relatórios também mencionam prisioneiros que sofreram negligência médica para ferimentos sofridos, levando a casos de amputação de braços e pernas. Esses testemunhos foram corroborados por denunciantes israelenses e uma investigação da CNN. Os detentos maltratados incluíam profissionais de saúde palestinos capturados durante incursões israelenses em hospitais de Gaza.
Em um incidente amplamente divulgado, imagens de câmeras de segurança vazadas mostraram soldados israelenses estuprando coletivamente um detento palestino com uma vara de metal, causando-lhe graves ferimentos no ânus e nos pulmões. O vazamento ocorreu semanas após vários soldados suspeitos de abuso de um prisioneiro serem detidos para interrogatório, o que levou a protestos de manifestantes de extrema-direita e parlamentares israelenses invadindo o campo no final de julho de 2024.

## Contexto
A base militar foi parcialmente convertida em um campo de detenção após a aprovação da Lei dos Combatentes Ilegais pelo Knesset em dezembro de 2023. O campo é dividido em uma área onde até 200 detentos são mantidos vendados e algemados em gaiolas, e um hospital de campanha com tendas onde dezenas de prisioneiros algemados são mantidos. A lei permite que as Forças de Defesa de Israel detenham pessoas sem mandado de prisão por 45 dias, após o que os detentos devem ser transferidos para o Serviço Prisional de Israel [en]. Em 10 de maio de 2024, o IDF reconheceu dois campos semelhantes: Prisão Ofer [en] e uma prisão em Anatot [en], ambos na Cisjordânia. Sde Teiman é dividido em duas seções: gaiolas e um hospital de campanha. Uma estrutura adicional existe para interrogatórios. Desde sua criação, milhares de soldados israelenses, regulares e reservistas, serviram como guardas no local.
Todos os gazenses detidos por Israel desde o Ataque liderado pelo Hamas em Israel em 2023 são classificados como combatentes ilegais, em vez de prisioneiros de guerra, o que os exclui de direitos como acesso a advogado. A maioria dos detentos, na ausência de evidências de que são membros do Hamas, é mantida como suspeita, sem acusações formais. Essa classificação é aplicada a todos os gazenses detidos por Israel desde outubro de 2023, que, segundo o The Guardian, totalizavam 849 pessoas em abril de 2024. Um médico que trabalhava em Sde Teiman afirmou que não sabia por que muitos dos prisioneiros que encontrou haviam sido detidos por Israel; entre os que ele tratou estavam um paraplégico, um homem pesando 300 pounds (140 kg), e outro que, desde a infância, precisava respirar com a ajuda de um tubo no pescoço.
Em dezembro de 2023, o Haaretz relatou que centenas de palestinos de Gaza estavam sendo detidos em Sde Teiman e que alguns haviam morrido por razões desconhecidas. Os detentos eram interrogados, mantidos vendados e algemados, com as luzes acesas o tempo todo.
Em 7 de março de 2024, o Haaretz informou que 27 prisioneiros de Gaza haviam morrido sob custódia israelense desde o início da Guerra de Gaza, incluindo alguns de Sde Teiman. Em maio, oficiais da prisão informaram ao The New York Times que cerca de 4.000 gazenses haviam sido detidos em Sde Teiman desde outubro de 2023. Destes, 70% foram mantidos para investigação adicional, 1.200 foram repatriados para Gaza, e 35 haviam morrido.
Em outubro de 2024, o The Guardian relatou que oficiais da principal agência humanitária dos EUA, USAID, participam de reuniões regulares em Sde Teiman. A partir de julho de 2024, Israel criou um "Conselho de Coordenação Conjunta" para aprovar operações de ajuda humanitária em Gaza, um órgão que se reúne em Sde Teiman e coordena com oficiais dos EUA no local. Em um documento interno da USAID visto pelo The Guardian, o "nome da base está vinculado à sua entrada na Wikipédia, que apresenta fotos de prisioneiros palestinos vendados e detalha seus maus-tratos".

## Abuso de detentos

### Tortura
Um relatório da Anistia Internacional divulgado em julho de 2024 incluiu relatos de abusos de detentos de Sde Teiman que eram consistentes com relatórios anteriores. A Anistia entrevistou um menino de 14 anos que afirmou que interrogadores o espancaram, queimaram com cigarros e o mantiveram vendado e algemado.
Em maio de 2024, três funcionários israelenses anônimos do campo falaram com a CNN como denunciantes, corroborando e expandindo relatos de abusos e condições precárias revelados por vários detentos posteriormente libertados. Os denunciantes detalharam gaiolas onde os detentos são mantidos vendados e proibidos de falar ou se mover. Imagens vazadas para a CNN mostram fileiras de homens vestindo agasalhos cinza com vendas nos olhos, cada um sentado em um colchão extremamente fino, cercado por uma cerca de arames farpados.
As punições incluem espancamentos e a obrigação de os prisioneiros levantarem as mãos em uma posição de estresse, às vezes amarrados com braçadeiras a uma cerca, por mais de uma hora. Em um procedimento que um detento libertado chamou de "tortura noturna", os guardas realizavam buscas rotineiras com cães e granadas de som enquanto os prisioneiros dormiam. Os detentos são supostamente mantidos com uma dieta de um pepino, algumas fatias de pão e um copo de queijo por dia.

### Abuso sexual e estupro
Vários prisioneiros palestinos retornados a Gaza relataram à UNRWA e ao The New York Times que uma vara de metal foi usada para infligir ferimentos por penetração no ânus de detentos durante interrogatórios, e vários prisioneiros relataram o uso de choques elétricos, às vezes sendo forçados a "sentar em uma cadeira conectada a eletricidade".
Em 29 de julho de 2024, a polícia militar israelense deteve nove soldados israelenses para interrogatório como parte de uma investigação sobre um suposto abuso de um prisioneiro palestino, que, segundo o The Times of Israel, apresentava "sinais de abuso grave, incluindo no ânus". Em resposta, políticos de extrema-direita, incluindo o Ministro do Patrimônio Amichay Eliyahu e o Membro do Knesset Zvi Sukkot, incitaram seus apoiadores a protestar em Sde Teiman contra a detenção dos nove soldados. Sukkot, Eliyahu e o Membro do Knesset Nissim Vaturi juntaram-se a outros de extrema-direita em invadir ilegalmente Sde Teiman, enquanto horas depois a base militar de Beit Lid [en] também foi invadida por ativistas de extrema-direita enquanto os nove soldados estavam sendo detidos lá.
Vários políticos de extrema-direita condenaram a detenção dos soldados israelenses: o Ministro da Justiça Yariv Levin disse que "imagens duras de soldados sendo presos" eram "inaceitáveis"; o Ministro da Segurança Nacional Itamar Ben-Gvir afirmou que a detenção dos soldados era "vergonhosa" e pediu que "as autoridades militares apoiassem os combatentes … Os soldados precisam do nosso apoio total"; o Ministro da Economia Nir Barkat declarou: "Eu apoio nossos combatentes", enquanto criticava os eventos como um "julgamento de fachada"; a Ministra dos Transportes Miri Regev comentou que as prisões de soldados israelenses eram "perigosas" durante a guerra e alertou contra processos militares que "apaziguam nossos inimigos". Separadamente, o Membro do Knesset Hanoch Milwidsky argumentou no Knesset que é permitido abusar sexualmente de comandos do Nukhba [en] do Hamas: "…tudo é legítimo fazer. Tudo."
Ibrahim Salem, presente em uma das primeiras fotos vazadas do campo de detenção, foi mantido lá por 52 dias sem acusações e libertado no início de agosto de 2024. Ele relatou tortura generalizada, incluindo por equipes médicas, além de eletrocussão durante interrogatórios, espancamentos constantes, desnudamento forçado, agarramento genital e ocorrências frequentes de estupro e estupro coletivo cometidos por soldados homens e mulheres. Crianças também foram submetidas a estupro. Em um caso, um prisioneiro na faixa dos 40 anos foi algemado e forçado a se curvar sobre uma mesa enquanto uma soldada inseria os dedos e outros objetos em seu reto. Se o prisioneiro se movesse, um soldado masculino posicionado à sua frente o espancava e o obrigava a permanecer naquela posição. Segundo Salem, "a maioria dos prisioneiros sairá com lesões retais [causadas por estupro coletivo]". Um médico em Sde Teiman que examinou um detento que sofreu abuso sexual afirmou: "Eu não podia acreditar que um guarda prisional israelense pudesse fazer tal coisa". Um vídeo de vigilância vazado em agosto de 2024 aparentemente mostrou soldados israelenses abusando sexualmente de um detento.
Walid Khalili, paramédico e motorista de ambulância da Palestinian Medical Relief Society [en], detido em Sde Teiman por 20 dias sem acusações, descreveu maus-tratos severos por soldados israelenses. Transferido de Tel al-Hawa [en] para o campo de detenção, ele foi forçado a usar uma fralda e colocado em um grande armazém com correntes penduradas no teto. Detentos, também de fraldas, eram suspensos por correntes ligadas a algemas de metal. Khalili relatou ter sido acorrentado, eletrocutado enquanto usava uma vestimenta e uma faixa de cabeça conectadas a fios, e submetido a espancamentos. Ele relatou: "O mundo girava ao meu redor, e eu desmaiei. Eles me bateram com cassetetes... A cada pergunta, eu recebia um choque elétrico para me acordar. Ele me disse para confessar e pararíamos de torturá-lo." Ele sofreu choques elétricos a cada dois dias, posições de estresse e jatos de água fria. Antes dos interrogatórios, ele recebia uma droga desconhecida que causava alucinações e desorientação. Ele relatou que um interrogador fluente em árabe o questionou sobre reféns, ameaçou prejudicar sua família se não confessasse, e "me disse quantos filhos eu tenho, todos os seus nomes, meu endereço". Ele não recebeu cuidados médicos apesar de ter costelas quebradas, testemunhou a amputação da perna de um detento devido a algemas, e viu outro detento morrer do que parecia ser uma parada cardíaca.

### Profissionais de saúde
Profissionais de saúde palestinos na Faixa de Gaza foram detidos arbitrariamente pelo exército israelense durante suas incursões em hospitais durante a guerra e transferidos para centros de detenção no sul de Israel, incluindo Sde Teiman. A Human Rights Watch documentou vários desses casos, nos quais trabalhadores de saúde detidos foram espancados, despidos, mantidos algemados por semanas e submetidos a tortura e violência sexual, além de ameaças de estupro e assassinato de membros de suas famílias em Gaza.

### Visitas de advogados
Khaled Mahajneh, um advogado que visitou o centro de detenção, afirmou que as condições eram "mais horríveis do que qualquer coisa que ouvimos sobre Abu Ghraib e Guantánamo." Ele disse que foi ao centro de detenção em busca de informações sobre um repórter chamado Muhammad Arab, da Al Araby TV [en], que havia sido detido enquanto cobria o Cerco ao Hospital Al-Shifa [en]. Khaled descreveu o repórter como estando "irreconhecível" e disse que ele testemunhou que os prisioneiros eram rotineiramente abusados, que guardas cometiam abertamente abusos sexuais contra prisioneiros e que vários prisioneiros haviam morrido devido à tortura.

### Hospitais de campanha
Em abril de 2024, o Haaretz obteve uma carta escrita por um médico de um hospital de campanha em Sde Teiman endereçada ao procurador-geral de Israel, ao ministro da defesa e ao ministro da saúde. O médico escreveu que "os detentos são alimentados por canudos, defecam em fraldas e são mantidos [em] contenção constante, o que viola a ética médica e a lei." O médico alegou que a falta de pessoal e cuidados inadequados levaram a complicações e mortes, descrevendo amputações devido a lesões por algemas como "rotineiras". Uma fonte médica separada que visitou Sde Teiman corroborou a carta para a CNN. A fonte também caracterizou a desumanização sistemática dos detentos, alegando que os oficiais foram instruídos a não usar os nomes dos prisioneiros, mas sim seus números de série.
Denunciantes à CNN ecoaram relatos anteriores de detentos feridos fisicamente contidos em camas, usando fraldas, alimentados por canudos e vendados. Eles também alegaram que procedimentos médicos são frequentemente realizados por funcionários subqualificados, operações são muitas vezes feitas sem anestesia, e os pacientes são recusados analgésicos. Alguns dos detentos foram supostamente presos em hospitais em Gaza enquanto recebiam tratamento. Segundo os denunciantes, a equipe médica foi instruída a não documentar tratamentos ou assinar papéis, corroborando relatórios de abril de 2024 da Physicians for Human Rights in Israel de que a anonimidade é empregada para dificultar possíveis investigações; durante a visita do New York Times em 2024, o jornal observou que três médicos atribuíram seu uso de anonimato ao medo de retaliação do "Hamas e seus aliados". Os denunciantes também afirmaram que os pacientes eram algemados às camas e que cirurgias eram realizadas sem analgésicos adequados.

## Respostas

### Israel
Em resposta às alegações feitas pelos denunciantes, o exército israelense afirmou que trata os detentos "de maneira apropriada e cuidadosa" e que "incidentes de algemagem ilegal não são conhecidos pelas autoridades." A Major General Yifat Tomer-Yerushalmi, advogada-geral militar, afirmou que investigações da polícia militar foram abertas para apurar alegações de má conduta em Sde Teiman.
Em 23 de maio de 2024, grupos de direitos humanos israelenses peticionaram à Suprema Corte de Justiça para fechar o centro de detenção em Sde Teiman. Em 5 de junho, o governo israelense informou ao tribunal que planejava transferir a maioria dos prisioneiros para fora de Sde Teiman; A Anistia Internacional observou em julho que "pouco parece ter mudado". Em setembro de 2024, a Suprema Corte recusou-se a ordenar o fechamento do centro de detenção.
De acordo com o Times of Israel, após os relatos de abuso de detentos, em 25 de maio de 2024, uma soldada anônima do IDF alegou que as guardas femininas em Sde Teiman foram submetidas a "alguma forma de assédio sexual" por detentos, desde supostamente soprar beijos em sua direção e fazer comentários sugestivos até cuspir no chão quando elas falam. De acordo com o Haaretz, citando testemunhos de guardas israelenses em Sde Teiman, guardas femininas fizeram alegações infundadas de assédio sexual, resultando em tortura, espancamentos e estupro de detentos como punição. Testemunhos de vítimas palestinas de violência sexual, estupro, tortura e mutilação genital também relatam envolvimento de guardas e soldadas femininas israelenses nesses atos.
Em 7 de fevereiro de 2025, um tribunal militar israelense condenou um reservista masculino do IDF a sete meses de prisão após ele se declarar culpado por três acusações de abuso agravado contra prisioneiros gazenses e uma de conduta imprópria durante um acordo de confissão com promotores. Essas acusações relacionavam-se a quatro incidentes entre janeiro e junho de 2024 de espancamento de detentos, uso de sua arma em prisioneiros contidos e forçar prisioneiros a dizer frases humilhantes e uivar como cães. O soldado condenado também recebeu uma pena suspensa e foi rebaixado ao posto de soldado raso. Em 19 de fevereiro, promotores israelenses acusaram cinco reservistas do IDF de abuso grave e suposto estupro coletivo de um prisioneiro palestino em 5 de julho de 2024. Esses réus incluíam um major, um capitão, um sargento-mor, um sargento de primeira classe e um cabo.

### Estados Unidos
O porta-voz do Departamento de Estado dos EUA, Matthew Miller, classificou os relatos de abuso sexual de detentos palestinos em Sde Teiman por soldados israelenses como "horríveis" e pediu uma investigação rápida e responsabilização dos envolvidos. Sua declaração de 8 de agosto de 2024 acrescentou que "deve haver tolerância zero para qualquer abuso sexual, estupro, de quaisquer detentos, ponto final."
Em outubro de 2024, o The Guardian revelou que a agência de ajuda americana USAID se reúne com seus homólogos israelenses em Sde Teiman, começando pelo menos em julho de 2024 com a criação de um "Conselho de Coordenação Conjunta" israelense na prisão, encarregado de supervisionar toda a ajuda para Gaza.

### Nações Unidas
Alice Jill Edwards [en], Relatora Especial das Nações Unidas sobre Tortura e Combatentes Ilegais, pediu uma investigação e posteriormente condenou o suposto abuso sexual como "particularmente horrível".

### Outros
O campo foi apelidado de "Guantánamo de Israel".